# آندو چیکاسوئه
آندو چیکاسوئه (به ژاپنی: 安東 愛季 Andō Chikasue)؛ ۱۵۳۹ – ۱۵۸۷) سیاستمدار و دایمیو در دوره سنگوکو اهل ولایت دوا در ژاپن بود. او پسر آ«دو کیوسوئه بود.